# جرج‌تاون
جُرج‌تاون پایتخت کشور گویان است.

## جغرافیا
این شهر در کرانهٔ اقیانوس اطلس واقع شده و جمعیت آن در سال ۲۰۰۲ میلادی برابر با ۲۱۳٬۷۰۵ نفر بوده‌است.
جرج تاون بزرگ‌ترین شهر گویان نیز هست و لقب "باغ‌شهر کارائیب" به آن داده بودند. 
این شهر در منطقه دمرارا-ماهائیکا و در ریزشگاه رودخانه دِمِررا قرار دارد.
شهر جرج‌تاون یک مرکز خدمات مالی است.